# Maser (Itália)
Maser é um comune italiano da região do Vêneto, província de Treviso, com cerca de 4.848 habitantes. Estende-se por uma área de 26 km², tendo uma densidade populacional de 186 hab/km². Faz fronteira com Altivole, Asolo, Caerano di San Marco, Cornuda, Monfumo.

## Demografia
| Variação demográfica do município entre 1861 e 2011                               |
|                                                                                   |
| Fonte: Istituto Nazionale di Statistica (ISTAT) - Elaboração gráfica da Wikipedia |